# 名古屋圣灵短期大学
名古屋圣灵短期大学（日语：／ Nagoya Seirei Tanki Daigaku *），简称圣大，是过去一所位于日本爱知县濑户市的私立短期大学。

## 概要

### 简介
- 学校最早可以追溯到1948年[1]短期大学为于1970年开办、由学校法人南山学园经营[2]、来源于荷兰人圣灵奉侍布教修道女会、由于教育的基础是天主教。招生到2003年、停办于2005年。招収只女学生从开办[2]

### 历史
- 1954年 名古屋圣灵短期大学成立并同时设置家政学科、分离为两个专攻、以下列举。
  - 家政专攻(改编为生活文化专攻于1983年)
  - 食物营养专攻
- 1982年 国际文化学科成立[註 2]。
- 1988年 家政学科改编为生活学科。
- 2003年 短期大学招生最后。
- 2005年 停办[2]。

### 宪章
- 请参看名古屋圣灵短期大学的标志 （日語） 2014年8月27日阅览。

## 学校环境
- 校区：在了爱知县濑户市[註 1]

## 组织

### 学科
- 生活文化科
  - 生活文化专攻
  - 食物营养专攻

### 前学科
| - 国际文化学科 |

### 专科
| - 没有 |

### 业余课程
| - 没有 |